# Вовнянка біла
Вовнянка біла (Lactarius pubescens) — вид їстівних базидіомікотових грибів родини сироїжкових (Russulaceae).

## Інші назви
Білянка, білянка пухнаста, мохначка біла, груздь пухнастий. 

## Поширення
Вовнянка біла росте в листяних та мішаних лісах, зустрічається також і в соснових лісах, але завжди поблизу беріз, з липня по вересень, особливо урожайна в сирих, низьких місцях серед мохів.

## Опис
Шапинка діаметром до 9 см, біла, блідо-жовта або кремово-біла, воронкоподібна, із пвдігнутим опушеним краєм. М'якуш білий, крихкий, виділяє дуже гіркий молочний сік, з приємним грибним ароматом. Пластинки кремові або жовтуваті, часті, такі, що приросли до ніжки або слабо низхідні. Ніжка завдовжки до 5 см, циліндрична, порожниста, гладка, рожева.

## Використання
Гриб умовно-їстівний другої категорії. Уживають в солоному вигляді, перед засолом гриби попередньо обробляють: відварюють або вимочують. У засолі гриб злегка темніє, але це не псує його високих смакових якостей.